# Vuelta a la Comunidad Valenciana 2008
La edición 2008 de la carrera Vuelta a la Comunidad Valenciana, tuvo lugar desde el miércoles 26 de febrero hasta el domingo 1 de marzo.

## Equipos participantes
Participaron 17 equipos. Cada equipo estuvo formado por 8 corredores siendo así un total de 136 corredores al principio de la carrera de los que finalizaron 130.
| Equipo                         | Categoría               |
| Caisse d'Epargne               | UCI ProTour             |
| Euskaltel-Euskadi              | UCI ProTour             |
| Saunier Duval-Prodir           | UCI ProTour             |
| Astana                         | UCI ProTour             |
| Liquigas                       | UCI ProTour             |
| Bouygues Telecom               | UCI ProTour             |
| Rabobank                       | UCI ProTour             |
| Team Milram                    | UCI ProTour             |
| Lampre-Fondital                | UCI ProTour             |
| Cofidis, le Crédit en Ligne    | UCI ProTour             |
| Karpin Galicia                 | Continental Profesional |
| Benfica                        | Continental Profesional |
| Andalucía-Cajasur              | Continental Profesional |
| Slipstream-Chipotle            | Continental Profesional |
| Extremadura-Ciclismo Solidario | Continental Profesional |
| Contentpolis-Murcia            | Continental Profesional |
| Orbea                          | Continental             |

## Etapas
| Fecha                    | Recorrido                 | Km       | Ganador                                    | Líder                                  |
| ------------------------ | ------------------------- | -------- | ------------------------------------------ | -------------------------------------- |
| Miércoles, 26 de febrero | Sagunto-Puerto de Sagunto | 167 km   | José Iván Gutiérrez (Caisse d'Epargne)     | José Iván Gutiérrez (Caisse d'Epargne) |
| Jueves, 27 de febrero    | Alcira-Játiva             | 178 km   | Erik Zabel (Milram)                        | José Iván Gutiérrez (Caisse d'Epargne) |
| Viernes, 28 de febrero   | Ibi-Ibi                   | 166,5 km | Manuel Vázquez Hueso (Contentpolis-Murcia) | Rubén Plaza (Benfica)                  |
| Sábado, 29 de febrero    | Náquera-Náquera           | 175,6 km | Mirco Lorenzetto (Lampre)                  | Rubén Plaza (Benfica)                  |
| Domingo, 1 de marzo      | Valencia-Valencia         | 149,4 km | Danilo Napolitano (Lampre)                 | Rubén Plaza (Benfica)                  |

## Clasificaciones finales

### General
| Puesto | Corredor             | Equipo                           | Tiempo     |
| ------ | -------------------- | -------------------------------- | ---------- |
| 1      | Rubén Plaza          | Benfica                          | 19h 54'49" |
| 2      | Manuel Vázquez Hueso | Contentpolis-Murcia              | + 5"       |
| 3      | Xavier Florencio     | Bouygues Telecom                 | + 21"      |
| 4      | José Iván Gutiérrez  | Caisse d'Epargne                 | + 24"      |
| 5      | Gorka Verdugo        | Euskaltel-Euskadi                | + 31"      |
| 6      | Alberto Contador     | Astana                           | + 33"      |
| 7      | Jérôme Pineau        | Bouygues Telecom                 | + 35"      |
| 8      | Vincenzo Nibali      | Liquigas                         | m.t.       |
| 9      | Maxime Monfort       | Cofidis, Le Crédit par Téléphone | m.t.       |
| 10     | Toni Colom           | Astana                           | m.t.       |

### Otras clasificaciones
- Puntos:  Xavier Florencio (Bouygues Telecom)
- Montaña:  Manuel Vázquez Hueso (Contentpolis-Murcia)
- Combinada:  Manuel Vázquez Hueso (Contentpolis-Murcia)
- Equipos:  Bouygues Telecom